# Montzen
Montzen (en francique ripuaire Moontse) est un village du plateau séparant la vallée de la Meuse et du Rhin, en Belgique. Proche des frontières des Pays-Bas et de l'Allemagne il fait administrativement partie de la commune de Plombières, située en Région wallonne dans la province de Liège. C'était une commune à part entière avant la fusion des communes de 1977.

## Évolution démographique
- Sources : INS, Rem. : 1831 jusqu'en 1970 = recensements, 1976 = nombre d'habitants au 31 décembre.

## Histoire
Le "Ban de Montzen" (Seigneurie) était partie du Duché de Limbourg et avait du XIIe siècle à 1815[réf. nécessaire] le pouvoir juridique de la région. Quelques demeures seigneuriales dans la banlieue témoignent ce passé.

## Patrimoine et culture

### Patrimoine et culture
- L'importante gare de triage. Même si cette gare se situe en fait sur le territoire du village de Hombourg le hameau qui s'est développé aux alentours s'appelle Montzen-Gare.
- L'église paroissiale Saint-Étienne fut classée en 1953.
- Le château de Streversdorp (également appelé 'château de Graaf'), classé.
- Le château de Broich (également appelé 'château de Broeck'), classé.
- La ferme située Kinkenweg datant de 1639, classée.
- Plusieurs maisons classées, rue Gustave Demoulin.

## Photos

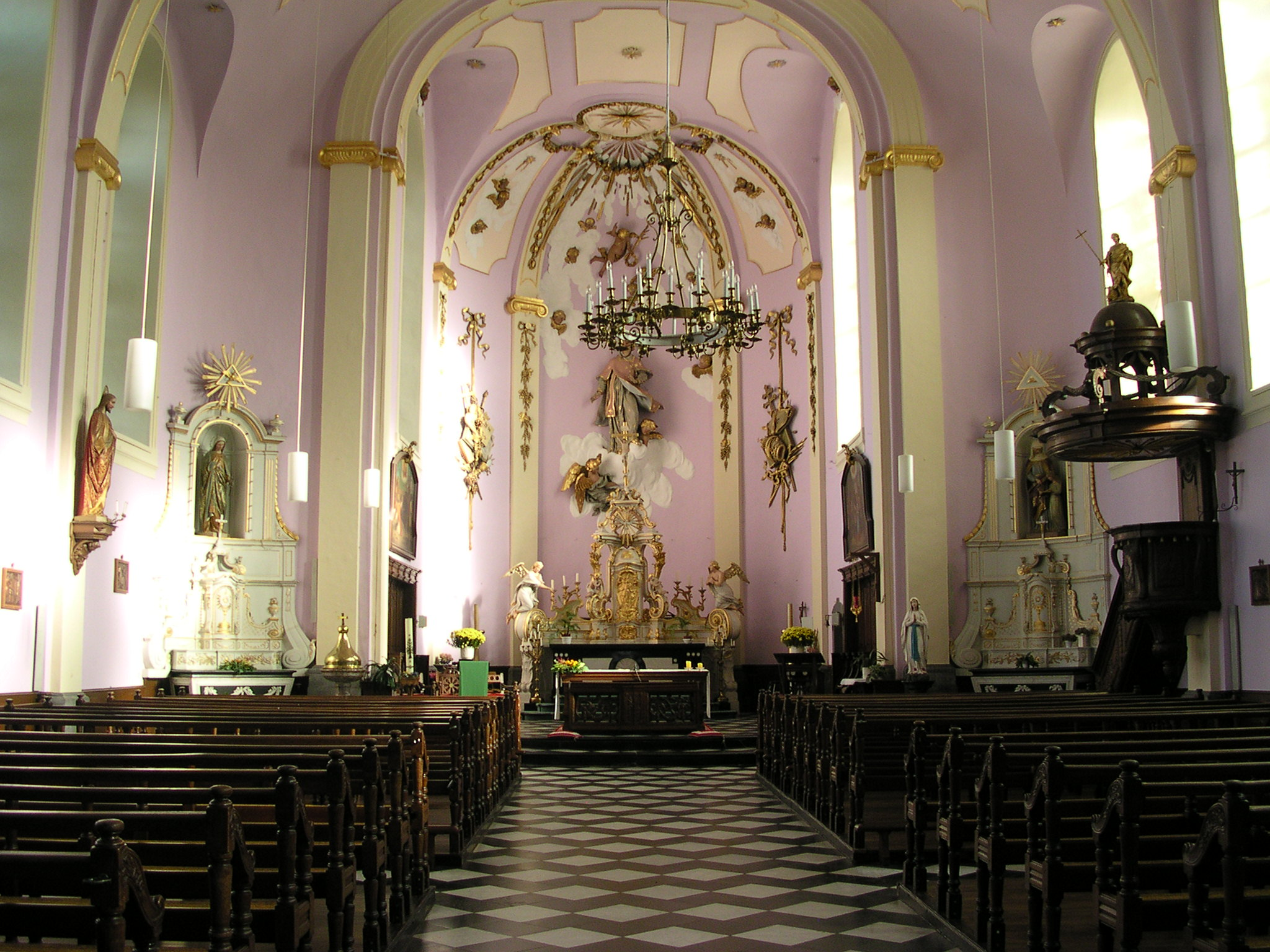
Intérieur de l'église Saint-Étienne, classé en 1953.
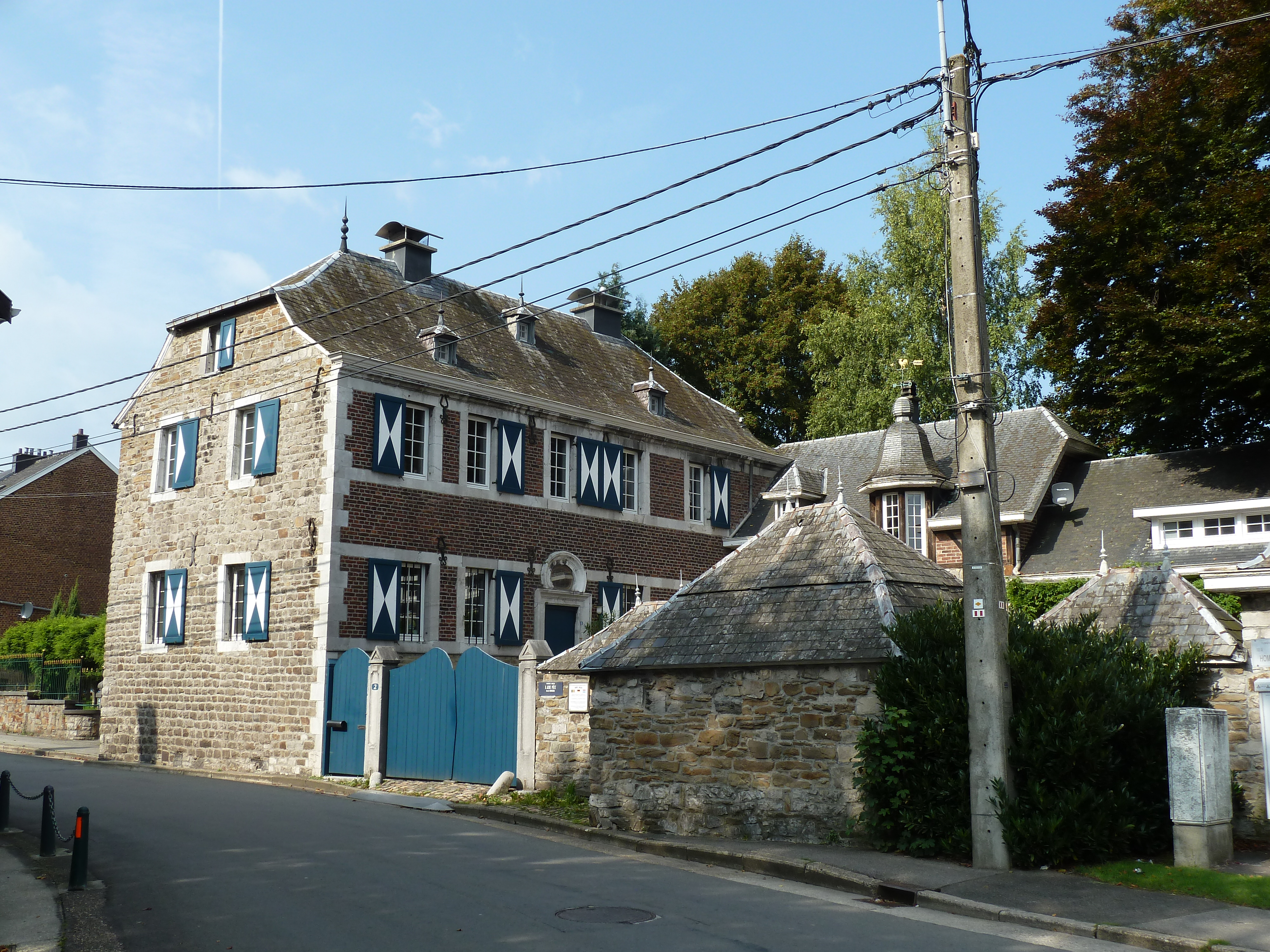
Centre de rencontre eurorégional ART-Pütz.
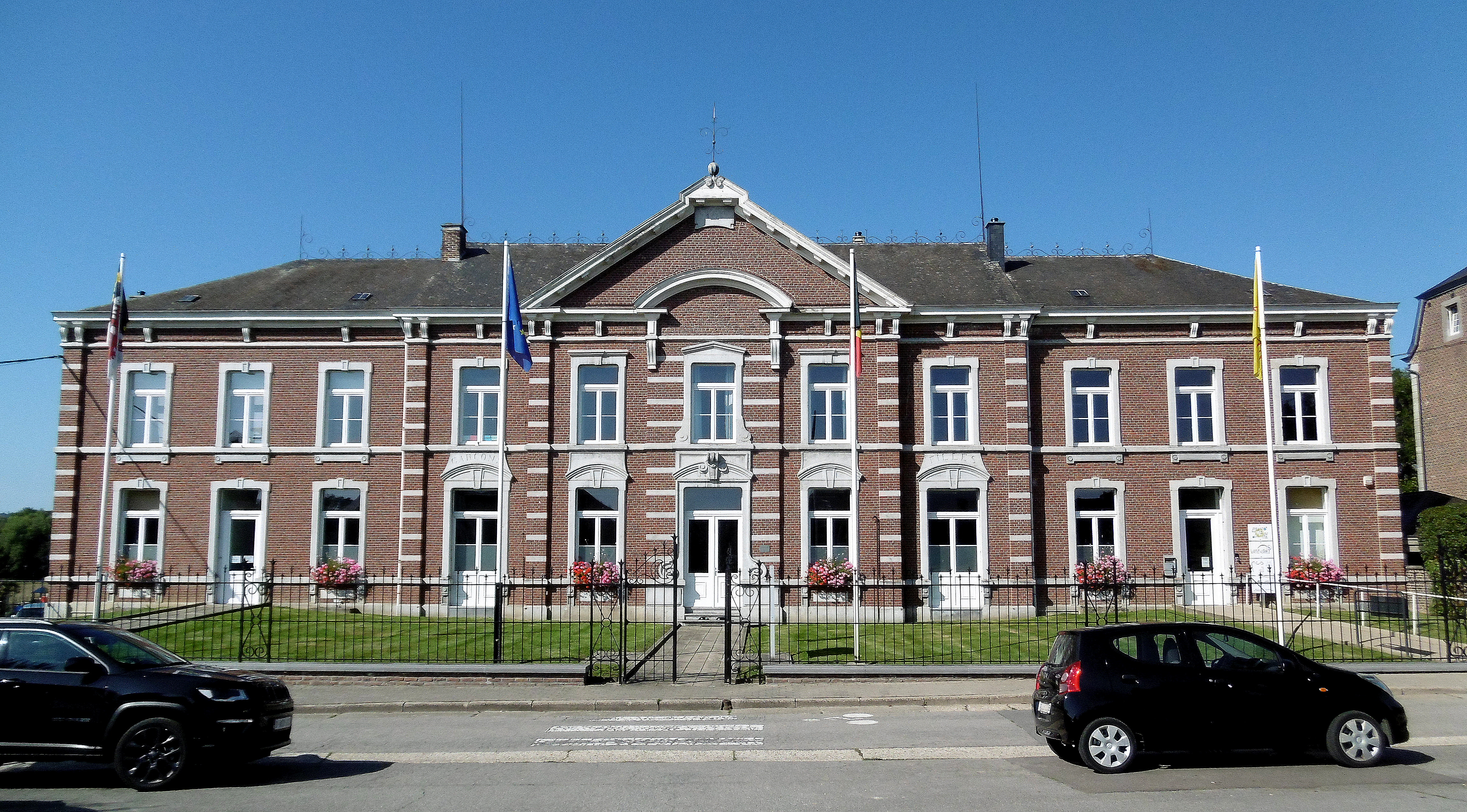
Bibliothèque, ancienne maison communale.
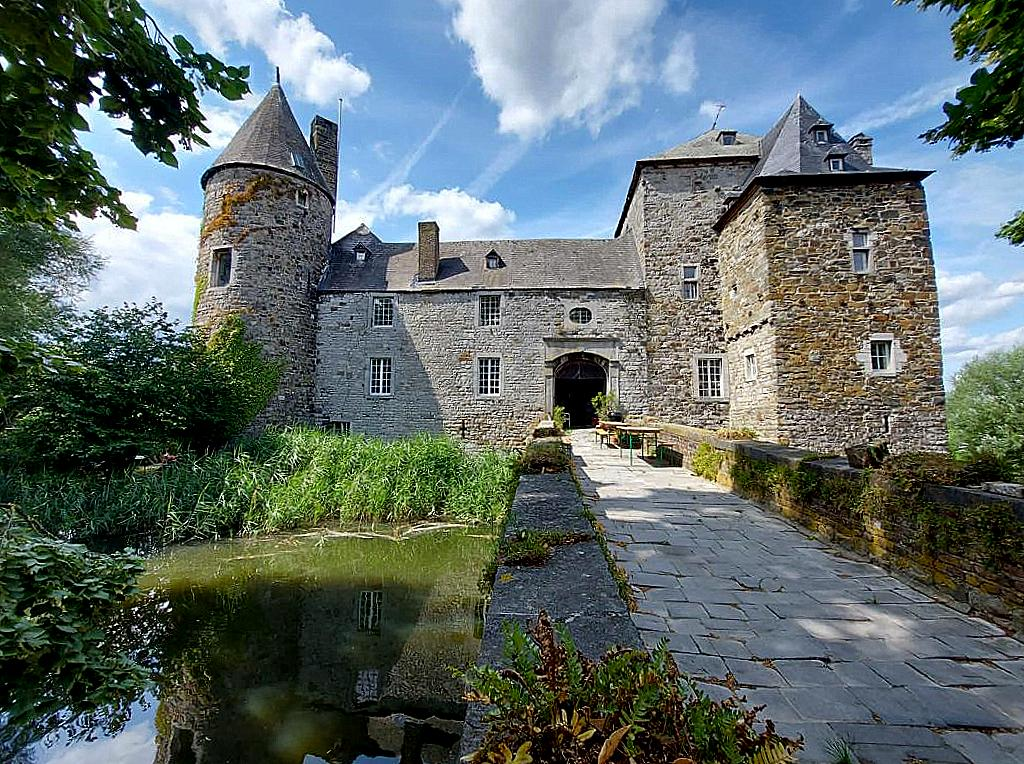
Château de Streversdorp, appelé aussi château De Graaf, vu de face.
Station ferroviaire.

## Vie associative
La grande kermesse de Montzen organisée par la 'Société royale de Tir Saint-Étienne' se déroule à partir du premier samedi du mois d’août jusqu'au mardi suivant. Le début de cette fête est marqué par le traditionnel tir du Roy de la société de tir St Etienne qui a lieu depuis 1662. Elle compte également une société de tir consœur, la Société Royale de Tir St Barbe ainsi que deux clubs de carnaval très actifs : "De Weibülle" et "Montzen Alaaf".

## Personnalités
- Le comte Caspar Anton von der Heyden (de), dit Belderbusch (1722-1784) né au château Streversdorp, Premier ministre de l'électorat de Cologne et fondateur de ce qui est l'actuelle université de Bonn.
- Le comte Charles Léopold von Heydes de Belderbusch (1749-1826), neveu du précédent, préfet du département de l'Oise, puis sénateur pour le département de la Roer.
- Heinrich Bischoff (1869-1940), germaniste et littéraire.
- François Duyckaerts (1920-2006), psychologue, philosophe et psychanalyste, y est né.